# فرانك مادن
فرانك مادن (بالإنجليزية: Frank Madden)‏ هو لاعب كرة قاعدة ولاعب كرة قدم أمريكي، ولد في 2 أكتوبر 1892 في بيتسبرغ في الولايات المتحدة، وتوفي بنفس المكان في 30 أبريل 1952. لعب مع Pittsburgh Rebels ‏.

## وصلات خارجية
- فرانك مادن على موقعبيزبول رفرنس.كوم (الدوري الرئيسي) (الإنجليزية)
- فرانك مادن على موقعبيزبول رفرنس.كوم (الدوري الثانوي) (الإنجليزية)